# Giuseppe Porro
Giuseppe Porro (Milano, 2 maggio 1835 – Milano, 2 aprile 1904) è stato un archivista italiano, successore di Pietro Ghinzoni alla Scuola di archivistica, diplomatica e paleografia dell'Archivio di Stato di Milano.

## Biografia
Giuseppe Porro nacque a Milano da Ambrogio e Teresa Cattaneo. Dopo aver compiuto studi liceali, studiò alla Scuola di Archivistica, Paleografia e Diplomatica mentre era docente Giuseppe Cossa. Coetaneo di Pietro Ghinzoni, lo affiancò nella direzione e nell'insegnamento della scuola dopo l'improvvisa morte di Luigi Ferrario (dicembre 1871) fino al 1874, anno in cui Ghinzoni rinunciò all'incarico. Dal 1874 al 1895 Giuseppe Porro, che passò da essere sotto archivista di I classe ad archivista di I classe, tenne la direzione della scuola e l'insegnamento di paleografia e diplomatica, affiancato dall'anno accademico 1894-1895 da Adriano Cappelli. Interessante è l'articolo comparso sull'Archivio Storico Italiano del dicembre 1875, in cui il Porro elenca il programma scolastico (diviso per materie, dall'archivistica alla diplomatica, e in quest'ultima scienza tutti i caratteri estrinseci e intrinseci dei documenti) dell'anno accademico 1874-1875, uno dei pochi conosciuti secondo un articolo di Cesare Paoli in un suo articolo ne «l'Archivio Storico Italiano». Collocato a riposo dal 1º agosto 1902, Giuseppe Porro morì nel 1904.

## Opere
- Giuseppe Porro, Sunto delle lezioni di diplomatica e archivistica date nell'anno 1874-75, in Archivio Storico Lombardo, vol. 2, n. 1-4, Milano, Libreria Editrice G. Brigola, dicembre 1875,  pp. 331-336, OCLC 473697555. URL consultato l'8 luglio 2018.